# Dobbin-Linstow
Dobbin-Linstow ist die südlichste Gemeinde im Landkreis Rostock in Mecklenburg-Vorpommern (Deutschland). Die Gemeinde wird vom Amt Krakow am See mit Sitz in der Stadt Krakow am See verwaltet. Die Gemeinde Dobbin-Linstow entstand am 1. Januar 2000 durch den Zusammenschluss der vormals selbständigen Gemeinden Dobbin und Linstow.

## Geografie
Das 65 km² große Gemeindegebiet liegt in einer waldreichen und sehr dünn besiedelten Region der Mecklenburgischen Seenplatte. Der Linstower See ist durch den Oberlauf der Nebel mit dem Krakower See im Westen der Gemeinde verbunden. Die Südhälfte der Gemarkung Dobbin-Linstow gehört zum Naturpark Nossentiner/Schwinzer Heide, der sich auch auf die angrenzenden Landkreise Ludwigslust-Parchim und Mecklenburgische Seenplatte erstreckt. Das Naturschutzgebiet Krakower Obersee wurde bereits 1939 ausgewiesen und bietet mit seinen Wald-, Moor- und Wiesenflächen Brut- und Rastplätze für eine Vielzahl von Wasservögeln. Man kann sich das Gebiet über einen Rundwanderweg mit Schautafeln erschließen.
Umgeben wird Dobbin-Linstow von den Nachbargemeinden Kuchelmiß im Norden, Hohen Wangelin im Osten, Nossentiner Hütte und Alt Schwerin im Süden, Plau am See im Südwesten sowie Krakow am See im Westen.

### Ortsteile
- Bornkrug
- Dobbin
- Glave
- Groß Bäbelin
- Hinrichshof
- Klein Bäbelin
- Linstow
- Neu Dobbin
- Zietlitz

## Geschichte

### Bornkrug

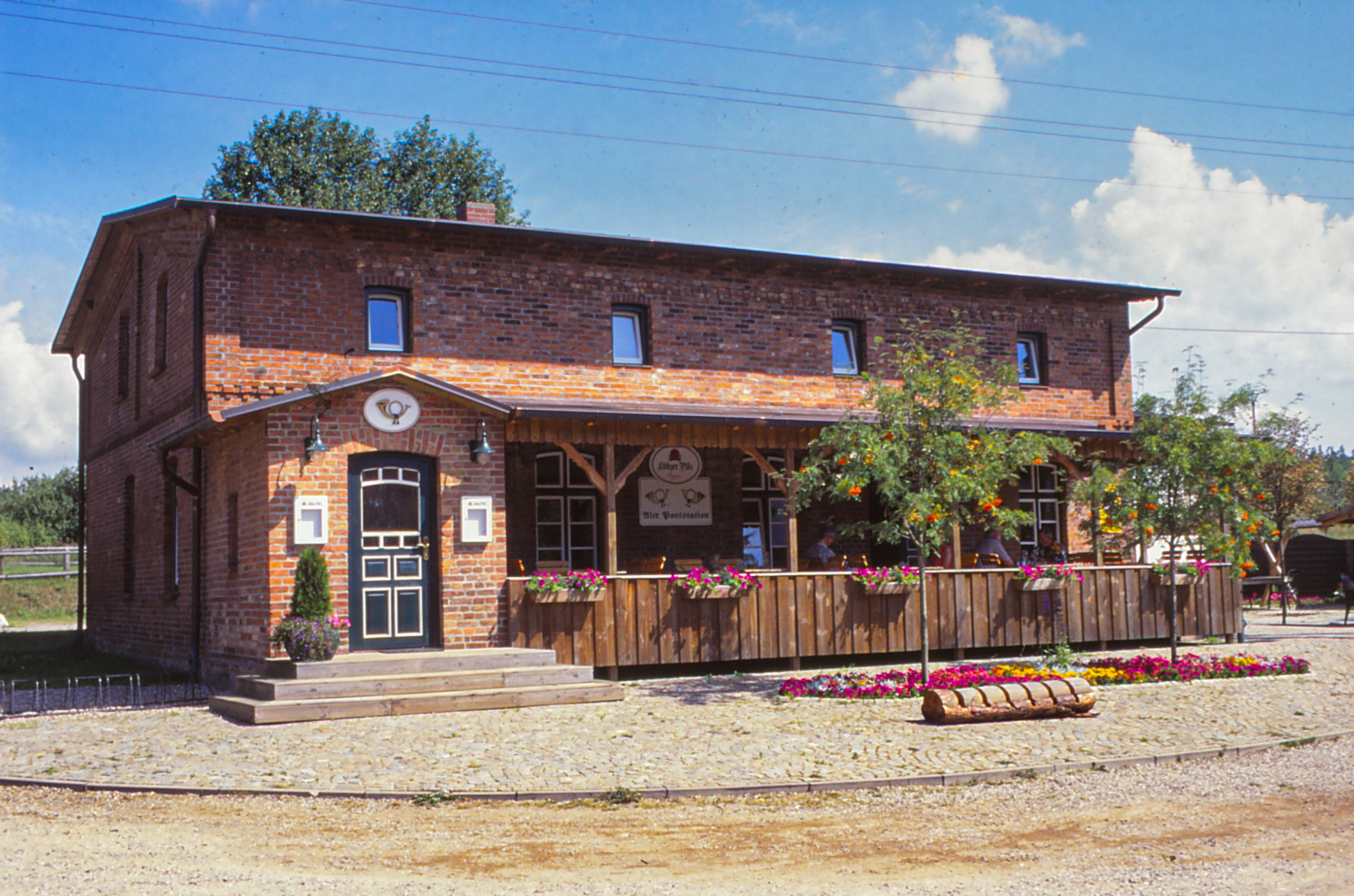
Poststation (1997)

In Bornkrug kreuzten sich sechs Post- und Handelsstraßen in der Schwinzer und Nossentiner Heide. Neu aufgebaut ist das Gebäude der Alten Poststation. Es dient als Restaurant mit Gästezimmern.
- Waren–Güstrow
- Parchim–Malchin
- Güstrower Landstraße nach Malchow
- Straße vom Kloster Dobbertin nach Hohen Wangelin/Malchin (Hamburg–Stettin)

### Linstow
Linstow war ein kleines Gutsdorf, jahrhundertelang bis 1735 Stammsitz der Familie von Linstow. Das Gut wurde dann bis 1945 als Domäne betrieben und später entschädigungslos enteignet. Letzter Pächter war Christian Benckendorff.
Zwischen 1946 und 1949 kamen 73 wolhyniendeutsche Familien nach Linstow. Sie errichteten ihre traditionellen, strohgedeckten Holzhäuser. Nach der Kollektivierung verließen viele Neusiedler den Ort in Richtung Westdeutschland. Ein restauriertes Haus beherbergt seit 1993 das Wolhynier Umsiedler-Museum Linstow. Inzwischen ist eine Scheune hinzugekommen. Die meisten Häuser sind später in nicht mehr charakteristischer Form umgebaut worden. Jährlich finden Treffen der Wolhyniendeutschen in Linstow statt.

### Dobbin

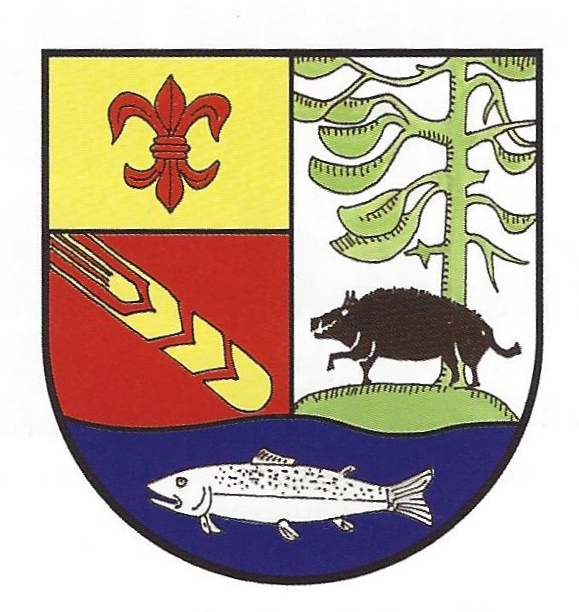
Ehemaliges Dobbiner Wappen

Das Gut Dobbin war im Mittelalter bis 1746 ein Lehen der wendischen Barold. Durch den Dreißigjährigen Krieg war der Ort ab 1637 verödet. Nach 1746 war das Gut bis 1829 im Besitz der Lepel. Danach wechselte der Besitzer häufig. Die Ortshistorie wurde aber lange geprägt, insbesondere durch die Gutsherrschaft. Einige Generationen saß dann die briefadelige Familie von Brocken auf Gut Debbin. Das Gut wurde ab 1936 aufgesiedelt. Das zweigeschossige Schloss Dobbin existiert nicht mehr.
Am 1. Juli 1950 wurde die bis dahin eigenständige Gemeinde Glave eingegliedert.

## Sehenswürdigkeiten

### Bauwerke

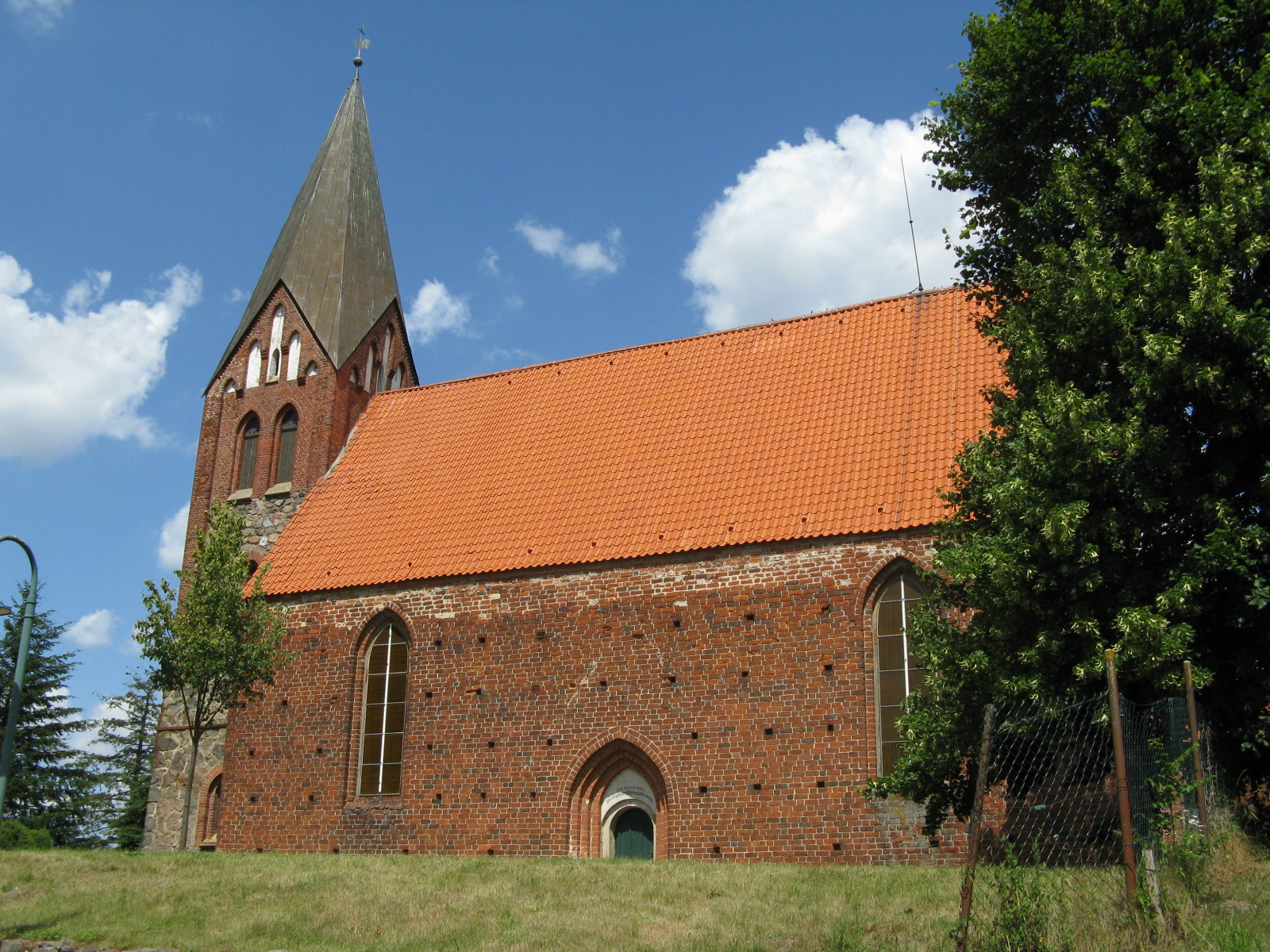
Dorfkirche Dobbin

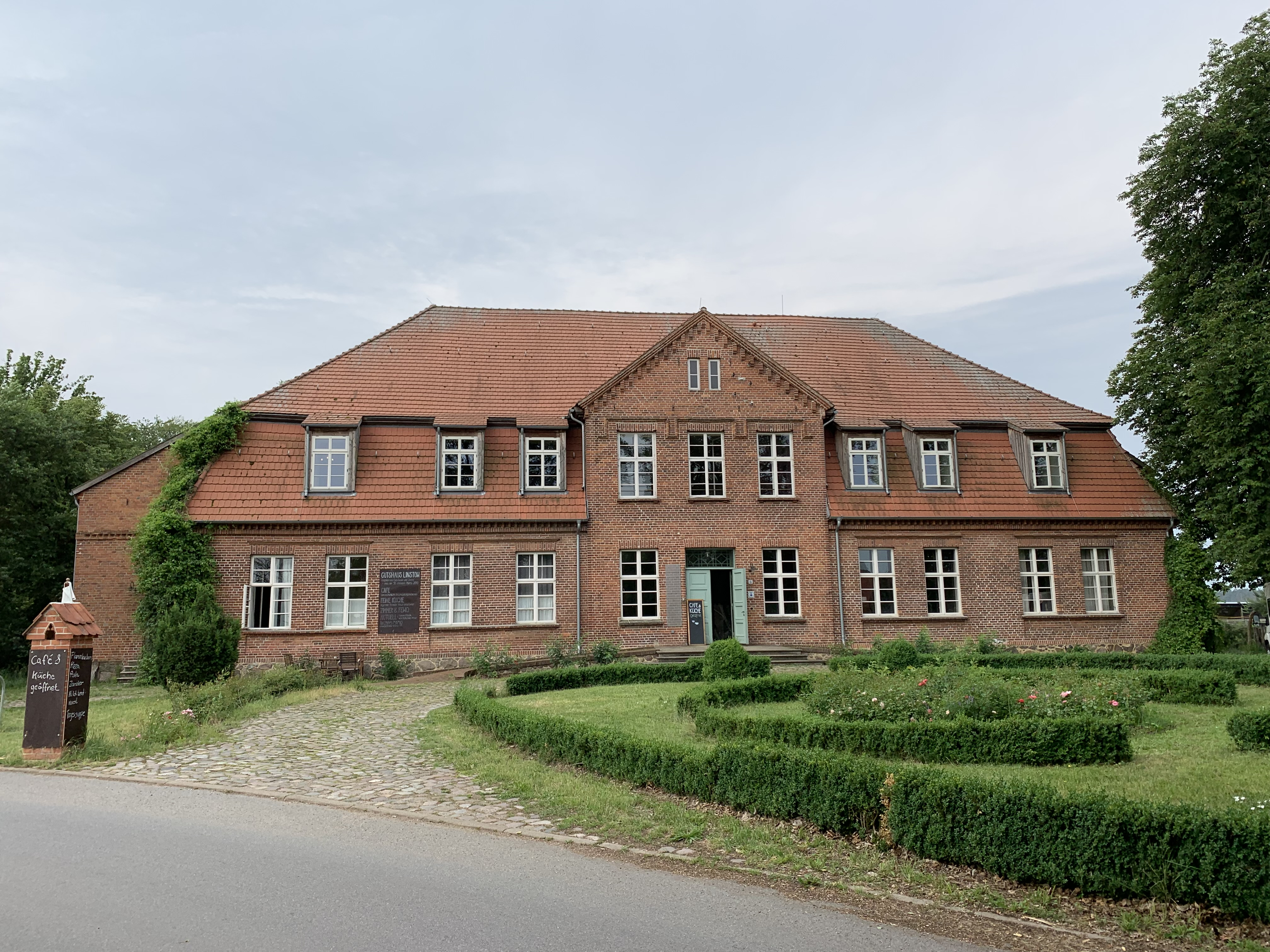
Gutshaus Linstow

- Als bauliche Reste der früheren Gutsanlage in Dobbin finden sich noch das Kavaliershaus für Gäste des niederländischen Königshauses (in Nachbarschaft des nach 1945 beseitigten Schlosses Dobbin), der Marstall und das Inspektorenhaus.
- Dorfkirche Dobbin langgestreckter Backsteinbau mit 1872 vorgesetzten schlanken Westturm aus Feld- und Backsteinen.
- Julianenstein von 1909 in Dobbin zur Erinnerung an die Geburt der Königstochter Juliana. Denn Herzog Heinrich zu Mecklenburg, der Prinzgemahl der niederländischen Königin Wilhelmina und Vater von Juliana, war der Besitzer des Gutes Dobbin. Die Königin und der Prinzgemahl besuchten mehrmals Dobbin, einmal kam Wilhelmina inkognito.[6]
- Kirche Linstow von  Linstow-Kieth mit historischen Grabstätten auf dem Kirchhof. Die Kirche der Backsteingotik stammt aus dem 13. Jahrhundert und stand 1648 nach dem Dreißigjährigen Krieg „wüst und leer“; 1871 neugotischer Umbau und Westturm, 2000/01 umfangreich saniert.
- Alte Schule als Fachwerkbau vor dem Kirchengelände
- Wolhynier-Museum in Linstow im Stil eines landestypischen Bauernhauses für die hierher umgesiedelten Wolhyniendeutschen.[7]
- Gutshaus Linstow: Eingeschossiger, 11-achsiger, sanierter Klinkerbau als Umbau von um 1880, von 2006/09 saniert als Café und Hotel. Im Park des Gutshauses stehen zwei etwa 135 Jahre alte Weymouth-Kiefern. Eine Tafel weist darauf hin, dass es sich hier um die stärksten Exemplare Mecklenburgs handelt. Ein kleiner Wanderweg am Nordufer des Linstower Sees führt zum Eichwerder. Dies ist ein mit 400 Jahre alten Eichen bewachsener Hudewald.
- Wassermühlen in Dobbin und Linstow

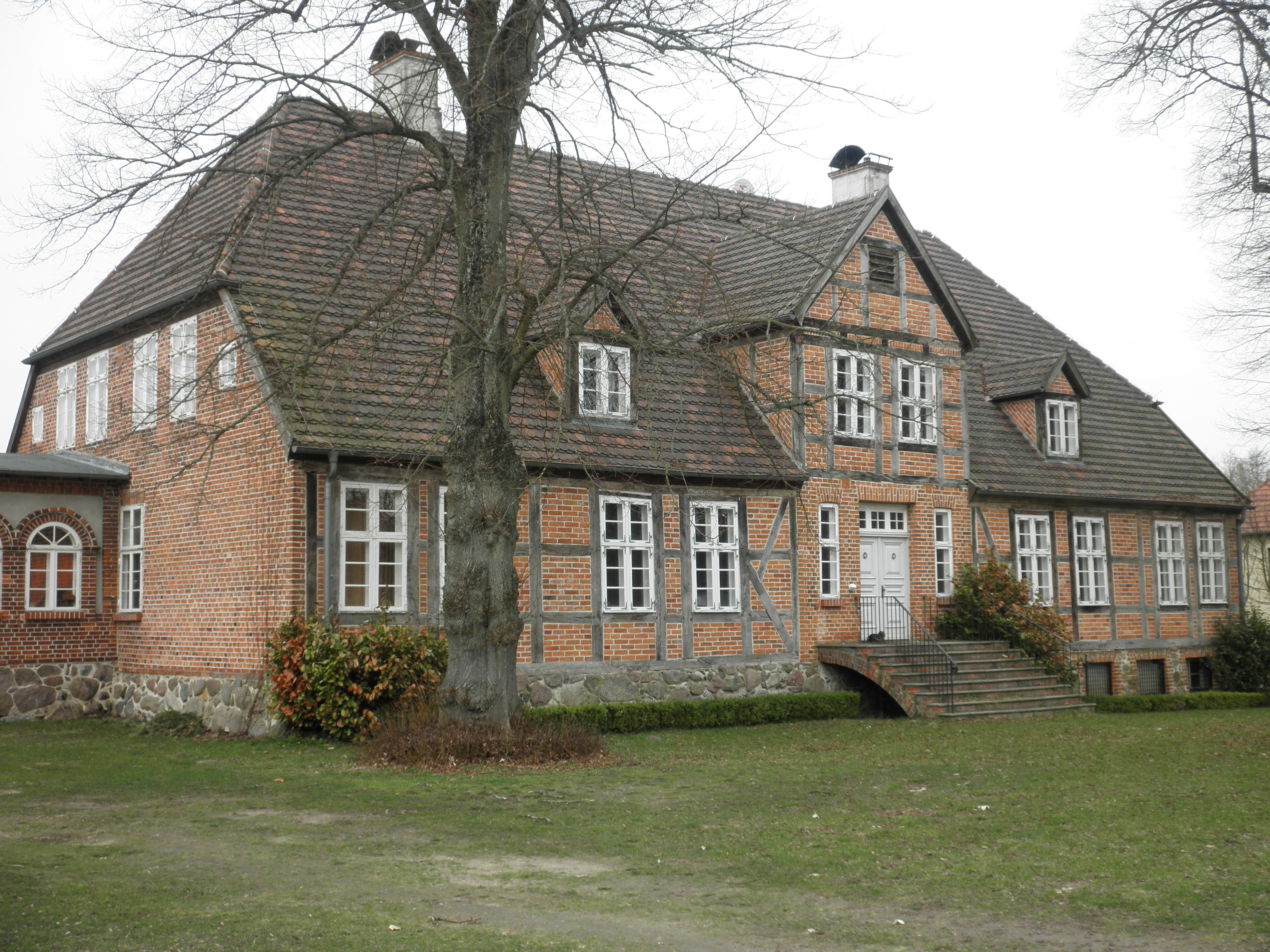
Gutshaus Glave

- Gutshaus GlaveGutshaus Glave, ein Fachwerkbau aus der zweiten Hälfte des 18. Jahrhunderts, 1994 restaurierte, und Reste des ehemaligen Gutsparks mit seltenen Bäumen. An seinem Rand finden sich einige Mauerteile des vom Anfang des 20. Jahrhunderts stammenden, dreigeschossigen Schlosses aus weißem Kalkstein, das 1945 nach der sowjetischen Besetzung durch Brandstiftung vernichtet wurde. Letzter Besitzer von Gut und Schloss war Ernst August von Blücher.

### Denkmale

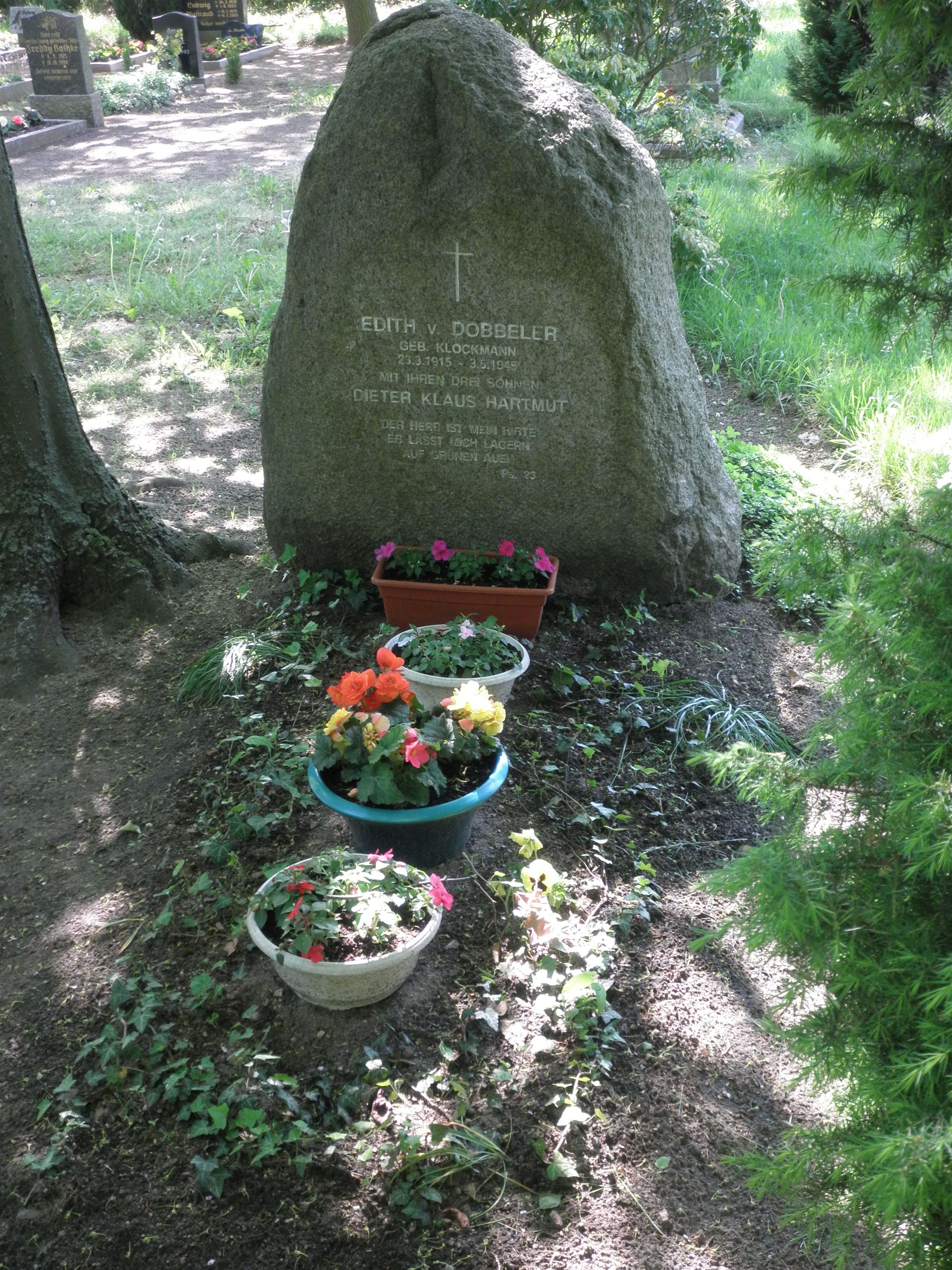
Grabstein Edith von Dobbeler mit ihren drei Kindern

- Auf dem Kirchhof von Linstow findet sich das gemeinsame Grab der Pastorenfrau Edith von Dobbeler mit ihren drei Söhnen Dieter, Klaus und Hartmut. Sie hatte sich am 3. Mai 1945 nach „Gewalterfahrungen“ durch sowjetische Soldaten mit ihren drei Kindern das Leben genommen.[8] Nach Zeitzeugenbericht war die junge Frau in der Kirche vergewaltigt worden, in die sie sich mit ihren kleinen Söhnen geflüchtet hatte. Der Findling als Grabstein an der bis dahin namenlosen Grabstelle ist erst nach der Wende (DDR)  aufgestellt worden.
- Auf dem Friedhof von Linstow gibt es zwei Gräber mit einem Holzkreuz, das an einen sowjetischen Kriegsgefangenen aus dem Stammlager XD erinnert, der Opfer von Zwangsarbeit wurde, sowie einen unbekannten sowjetischen Soldaten.
- Von dem nach 1945 abgerissenen Schloss Dobbin findet man noch unbedeutende Ruinenreste, davor eine versteckte Schautafel, sowie den früheren Schlosspark.
- Auf dem kleinen Friedhof in Glave befindet sich ein seit 65 Jahren gepflegtes Grab eines unbekannten deutschen Soldaten von 1945.
- Im Ortsteil Neu Dobbin steht die wohl älteste und größte Buche Mecklenburg-Vorpommerns. Sie wurde 1987 als Naturdenkmal eingestuft. Die Schäferbuche wird in den nächsten Jahren absterben, soll aber nicht gefällt werden.[9]

→ Siehe auch Liste der Baudenkmale in Dobbin-Linstow

## Wirtschaft und Verkehrsanbindung
Der Tourismus prägt heute das Bild der Gemeinde. Zahlreiche Ferienhäuser und Pensionen sind in den letzten Jahren neu entstanden.
Durch das Gemeindegebiet führt die Bundesautobahn 19 von Rostock nach Berlin, von der Anschlussstelle Linstow führen Verbindungsstraßen nach Krakow am See und nach Waren (Müritz). Die nächsten Bahnhöfe befinden sich in Malchow, Lalendorf und Waren (Müritz).